# 湯浅正寿
湯浅 正寿（ゆあさ まさひさ、？～寛永10年（1633年））は、安土桃山時代から江戸時代初期にかけての武将。豊臣氏、藤堂氏の家臣。通称は茂左衛門。

## 略歴
湯浅直勝の子として誕生。母は織田長益（有楽斎）の娘。
豊臣秀頼に知行3千石で仕えた。大坂冬の陣では二の丸南方と真田丸の背後を兵2千人を率いて守備した。天王寺・岡山の戦いでは毛利勝永の寄騎として奮戦する。大坂落城後に藤堂高虎に招かれ、3千石を領した。
寛永10年（1633年）に死去。
子の助左衛門（丹後）は、美作国津山藩主・森忠政に仕えた。その娘・継光院（正寿の孫）は忠政の養子・長継の側室になって後の三日月藩祖・森長俊を産む。。

## 参考資料
藤堂高虎家臣辞典
「大坂の役」‐旧参謀本部編纂、桑田忠親・山岡荘八監修。